# Ministerstwo Infrastruktury
Ministerstwo Infrastruktury (MI) – polski urząd administracji rządowej obsługujący ministra właściwego do spraw czterech działów administracji rządowej: transport, gospodarka morska, gospodarka wodna oraz żegluga śródlądowa. Ministerstwo zostało utworzone w 2018, we wcześniejszym okresie resort ten podlegał wielokrotnym reorganizacjom, urząd o tej samej nazwie istniał również w latach 2001–2005 oraz w latach 2007–2011.

## Utworzenie ministerstwa i jego przekształcenia
Utworzenie Ministerstwa Infrastruktury poprzedziło powołanie 9 stycznia 2018 Ministra Infrastruktury kierującego trzema działami administracji rządowej: transport, łączność, a także budownictwo, planowanie i zagospodarowanie przestrzenne oraz mieszkalnictwo. Początkowo obsługę ministra zapewniało dotychczasowe Ministerstwo Infrastruktury i Budownictwa, do przekształcenia tego urzędu w Ministerstwo Infrastruktury doszło po wydaniu rozporządzenia Rady Ministrów z 23 stycznia 2018 (z mocą obowiązującą od dnia poprzedniego). Po zmianie w zakresie działania ministra w nowym resorcie pozostawiono sprawy związane transportem i łącznością, natomiast sprawy budownictwa, planowania i zagospodarowania przestrzennego oraz mieszkalnictwa przekazano do Ministerstwa Inwestycji i Rozwoju.
Pod koniec 2020 w Ministerstwie Infrastruktury dokonano szeregu przekształceń organizacyjnych:
- 6 października 2020, w związku z likwidacją Ministerstwa Gospodarki Morskiej i Żeglugi Śródlądowej[6], do resortu włączono komórki obsługujące działy: żegluga śródlądowa, gospodarka morska oraz rybołówstwo[7],
- 8 października 2020 komórki obsługujące dział łączność zostały przeniesione do Ministerstwa Aktywów Państwowych[8][9],
- 2 listopada 2020 komórki obsługujące dział rybołówstwo zostały przeniesione do Ministerstwa Rolnictwa i Rozwoju Wsi[10][11],
- 13 listopada 2020, w związku z przekształceniem Ministerstwa Klimatu i Środowiska[12], do resortu włączono komórki obsługujące dział gospodarka wodna[13].

## Kierownictwo
- Dariusz Klimczak (PSL) – minister infrastruktury od 13 grudnia 2023[14]
- Arkadiusz Marchewka (PO) – sekretarz stanu od 13 grudnia 2023[15]
- Maciej Lasek (PO) – sekretarz stanu od 19 grudnia 2023[16], pełnomocnik Rządu ds. Centralnego Portu Komunikacyjnego od 20 grudnia 2023[17]
- Stanisław Bukowiec – sekretarz stanu, pełnomocnik Rządu ds. przeciwdziałania wykluczeniu komunikacyjnemu od 29 lipca 2024[18]
- Piotr Malepszak – podsekretarz stanu od 27 grudnia 2023[19]
- Przemysław Koperski (NL) – podsekretarz stanu od 4 stycznia 2024[20]
- Marcin Grabowski – dyrektor generalny od stycznia 2024[21]

## Struktura organizacyjna
W skład ministerstwa wchodzi Gabinet Polityczny Ministra oraz następujące komórki organizacyjne:
- Departament Budżetu
- Departament Dróg Publicznych
- Departament Edukacji Morskiej
- Departament Gospodarki Morskiej i Żeglugi Śródlądowej
- Departament Gospodarki Wodnej
- Departament Kolejnictwa
- Departament Kontroli
- Departament Lotnictwa
- Departament Nadzoru Właścicielskiego
- Departament Orzecznictwa i Kontroli Gospodarowania Wodami
- Departament Prawny
- Departament Strategii Transportu
- Departament Transportu Drogowego
- Departament Współpracy Międzynarodowej
- Biuro Administracyjno-Finansowe
- Biuro Dyrektora Generalnego
- Biuro Komunikacji
- Biuro Ministra
- Biuro Pełnomocnika Rządu do spraw Centralnego Portu Komunikacyjnego
- Biuro Zarządzania Kryzysowego
- Sekretariat Krajowej Rady Bezpieczeństwa Ruchu Drogowego.

Organy podległe ministrowi lub przez niego nadzorowane:
- Generalny Dyrektor Dróg Krajowych i Autostrad
- Główny Inspektor Transportu Drogowego
- Prezes Urzędu Lotnictwa Cywilnego

Jednostki organizacyjne podległe ministrowi lub przez niego nadzorowane:
- Politechnika Morska w Szczecinie
- Centrum Unijnych Projektów Transportowych
- Instytut Badawczy Dróg i Mostów
- Instytut Kolejnictwa
- Instytut Meteorologii i Gospodarki Wodnej – Państwowy Instytut Badawczy
- Instytut Transportu Samochodowego
- Izba Morska w Gdańsku z siedzibą w Gdyni
- Izba Morska w Szczecinie
- Morska Służba Poszukiwania i Ratownictwa
- Odwoławcza Izba Morska w Gdańsku z siedzibą w Gdyni
- Państwowe Gospodarstwo Wodne Wody Polskie z siedzibą w Warszawie
- Polska Agencja Żeglugi Powietrznej
- Technikum Żeglugi Śródlądowej we Wrocławiu
- Transportowy Dozór Techniczny
- Uniwersytet Morski w Gdyni
- Urząd Morski w Gdyni
- Urząd Morski w Szczecinie
- Urząd Żeglugi Śródlądowej w Bydgoszczy
- Urząd Żeglugi Śródlądowej w Szczecinie
- Urząd Żeglugi Śródlądowej we Wrocławiu
- Zespół Szkół Morskich im. Eugeniusza Kwiatkowskiego w Świnoujściu
- Zespół Szkół Żeglugi Śródlądowej im. kmdr. Bolesława Romanowskiego w Nakle nad Notecią

## Wykaz nadzorowanych podmiotów z udziałem Skarbu Państwa
Zgodnie z rozporządzeniem Rady Ministrów z 21 listopada 2022 r. w sprawie wykazu spółek, w których prawa z akcji Skarbu Państwa wykonuje Prezes Rady Ministrów lub inni członkowie Rady Ministrów, pełnomocnicy Rządu lub państwowe osoby prawne, w tym jednoosobowe spółki Skarbu Państwa do spółek nadzorowanych przez Ministra Infrastruktury obecnie należą:
- w ramach działu gospodarka morska:
  - Centrum Logistyczne GRYF Sp. z o.o. z siedzibą w Szczecinie
  - Centrum Techniki Okrętowej S.A. z siedzibą w Gdańsku
  - C. Hartwig Gdynia S.A. z siedzibą w Gdyni
  - „Chłodnia Szczecińska” Sp. z o.o. z siedzibą w Szczecinie
  - Fundusz Rozwoju Spółek S.A. z siedzibą w Warszawie
  - Marina Hotele Service Sp. z o.o. w likwidacji z siedzibą w Szczecinie
  - Polska Żegluga Bałtycka S.A. z siedzibą w Kołobrzegu
  - Polski Rejestr Statków S.A. z siedzibą w Gdańsku
  - Polskie Promy Sp. z o.o. z siedzibą w Szczecinie
  - Polskie Ratownictwo Okrętowe Sp. z o.o. z siedzibą w Gdyni
  - Przedsiębiorstwo Spedycji Międzynarodowej C. Hartwig Warszawa – S.A. z siedzibą w Warszawie
  - Stocznia Gdynia S.A. w upadłości likwidacyjnej z siedzibą w Gdyni
  - STOCZNIA SZCZECIŃSKA NOWA Sp. z o.o. w upadłości likwidacyjnej z siedzibą w Szczecinie
  - Stocznia Szczecińska „Porta Holding” S.A. z siedzibą w Szczecinie
  - Zarząd Morskich Portów Szczecin i Świnoujście S.A. z siedzibą w Szczecinie
  - Zarząd Morskiego Portu Gdańsk S.A. z siedzibą w Gdańsku
  - Zarząd Morskiego Portu Gdynia S.A. z siedzibą w Gdyni
- w ramach działu gospodarka wodna:
  - Przedsiębiorstwo Budownictwa Hydrotechnicznego „ODRA 3” Sp. z o.o. z siedzibą w Szczecinie
  - Przedsiębiorstwo Budownictwa Wodnego w Warszawie S.A. z siedzibą w Warszawie
  - Przedsiębiorstwo Robót Czerpalnych i Podwodnych Sp. z o.o. z siedzibą w Gdańsku
- w ramach działu transport:
  - Ośrodek Badawczy Ekonomiki Transportu Sp. z o.o. z siedzibą w Warszawie
  - PKP Polskie Linie Kolejowe S.A. z siedzibą w Warszawie
  - Polskie Koleje Państwowe S.A. z siedzibą w Warszawie

## Historia ministerstwa
Po raz pierwszy urząd o nazwie Ministerstwo Infrastruktury utworzony został na mocy rozporządzenia Rady Ministrów z 20 października 2001. Struktura przejęła całość kompetencji dotychczasowego Ministerstwa Transportu i Gospodarki Morskiej (związanych z obsługą działów wymienionych w jego nazwie), ponadto do nowego ministerstwa włączono komórki Ministerstwa Gospodarki (odpowiedzialne za sprawy działu łączność), a także komórki zlikwidowanego Ministerstwa Rozwoju Regionalnego i Budownictwa (zajmujące się działem architektura i budownictwo oraz działem gospodarka przestrzenna i mieszkaniowa, w styczniu 2002 połączonych w jeden dział pod nazwą budownictwo, gospodarka przestrzenna i mieszkaniowa).
Ministerstwo Infrastruktury funkcjonowało w rządzie Leszka Millera oraz w pierwszym i drugim rządzie Marka Belki. Po powołaniu rządu Kazimierza Marcinkiewicza jego miejsce zajęło Ministerstwo Transportu i Budownictwa utworzone rozporządzeniem Rady Ministrów z 31 października 2005. Przekształcenie to było związane jedynie ze zmianą nazwy urzędu ministra oraz obsługującego go ministerstwa, zakres działania pozostał bez zmian. Do rozdzielenia kompetencji doszło dopiero po wydaniu rozporządzeń Rady Ministrów z 5 maja 2006 powołujących w miejsce istniejącej struktury Ministerstwo Transportu (transport i łączność), Ministerstwo Budownictwa (budownictwo, gospodarka przestrzenna i mieszkaniowa) oraz Ministerstwo Gospodarki Morskiej (gospodarka morska, a od lutego 2007 również rybołówstwo).
Przywrócenia Ministerstwa Infrastruktury oraz likwidacji trzech dotychczasowych resortów dokonano po rozpoczęciu działalności pierwszego rządu Donalda Tuska. Urząd został utworzony rozporządzeniem Rady Ministrów z 16 listopada 2007 i ponownie objął sprawy związane z budownictwem, gospodarką przestrzenną i mieszkaniową, gospodarką morską, łącznością i transportem (dział rybołówstwo został wtedy przekazany do Ministerstwa Rolnictwa i Rozwoju Wsi). Ministerstwo funkcjonowało w niezmienionym kształcie przez kolejne 4 lata, w drugim rządzie Donalda Tuska zgodnie z rozporządzeniem Rady Ministrów z 21 listopada 2011 jego miejsce zajęło Ministerstwo Transportu, Budownictwa i Gospodarki Morskiej (dział łączność znalazł się wówczas w nowo utworzonym Ministerstwie Administracji i Cyfryzacji). Od listopada 2013 (po połączeniu z Ministerstwem Rozwoju Regionalnego) resort nosił nazwę Ministerstwo Infrastruktury i Rozwoju, a od grudnia 2015 (po wydzieleniu gospodarki morskiej i rozwoju regionalnego do innych urzędów) działał jako Ministerstwo Infrastruktury i Budownictwa.

## Chronologia nazw ministerstwa
Resort, którego główną kompetencją był transport, funkcjonował od 1918 pod następującymi nazwami:
- Ministerstwo Komunikacji (1918–1919)
- Ministerstwo Kolei Żelaznych (1919–1924)
- Ministerstwo Kolei (1924–1926)
- Ministerstwo Komunikacji (1926–1939)
- Resort Komunikacji, Poczt i Telegrafu (1944)
- Resort Komunikacji (1944)
- Ministerstwo Komunikacji (1945–1951)
- Ministerstwo Kolei (1951–1957)
- Ministerstwo Transportu Drogowego i Lotniczego (1951–1957)
- Ministerstwo Komunikacji (1957–1987)
- Ministerstwo Transportu, Żeglugi i Łączności (1987–1989)
- Ministerstwo Transportu i Gospodarki Morskiej (1989–2001)
- Ministerstwo Infrastruktury (2001–2005)
- Ministerstwo Transportu i Budownictwa (2005–2006)
- Ministerstwo Transportu (2006–2007)
- Ministerstwo Infrastruktury (2007–2011)
- Ministerstwo Transportu, Budownictwa i Gospodarki Morskiej (2011–2013)
- Ministerstwo Infrastruktury i Rozwoju (2013–2015)
- Ministerstwo Infrastruktury i Budownictwa (2015–2018)
- Ministerstwo Infrastruktury (od 2018)

## Ministrowie
Minister Kolei Żelaznych:
- 1918 – Julian Eberhardt
- 1918 – Jędrzej Moraczewski
- 1918–1919 – Stanisław Stączek
- 1919 – Julian Eberhardt
- 1919–1920 – dr Kazimierz Bartel
- 1920–1921 – Zygmunt Jasiński
- 1921–1922 – dr Bolesław Sikorski
- 1922–1923 – Ludwik Zagórny-Marynowski
- 1923 – Leon Karliński
- 14 września 1923 – 14 grudnia 1923 – Andrzej Nosowicz
- 1923–1924 – Kazimierz Tyszka

Minister Kolei:
- 1924–1925 – Kazimierz Tyszka
- 1925–1926 – Adam Chądzyński
- 1926 – dr Kazimierz Bartel

Minister Komunikacji:
- 1926–1928 – Paweł Romocki
- 1928–1932 – Alfons Kühn
- 1932–1936 – Michał Butkiewicz
- 1936–1939 – płk Juliusz Ulrych

Kierownik Resortu Komunikacji, Poczt i Telegrafu:
- 1944 – Jan Grubecki
- 4 listopada 1944 – 31 grudnia 1944 – Jan Rabanowski (SD)

Minister Komunikacji:
- 1 stycznia 1945 – 28 lutego 1951 – Jan Rabanowski (SD)

Minister Kolei:
- 1951–1957 – Ryszard Strzelecki (PZPR)

Minister Transportu Drogowego i Lotniczego:
- 1957 – Ryszard Strzelecki (PZPR)

Minister Komunikacji:
- 1957–1960 – Ryszard Strzelecki (PZPR)
- 1960–1963 – Józef Popielas (PZPR)
- 1963–1969 – dr inż. Piotr Lewiński
- 1969–1976 – Mieczysław Zajfryd (PZPR)
- 1976–1977 – Tadeusz Bejm (PZPR)
- 1977–1981 – Mieczysław Zajfryd (PZPR)
- 1981–1987 – Janusz Kamiński

Minister Transportu, Żeglugi i Łączności:
- 23 października 1987 – 1 sierpnia 1989 – Janusz Kamiński
- 24 sierpnia 1989 – 20 grudnia 1989 – dr Franciszek Adam Wielądek (PZPR)

Minister Transportu i Gospodarki Morskiej:
- 20 grudnia 1989 – 6 lipca 1990 – dr Franciszek Adam Wielądek (PZPR, SdRP)
- 6 lipca 1990 – 5 czerwca 1992 – Ewaryst Waligórski
- 11 lipca 1992 – 26 października 1993 – Zbigniew Jaworski (ZChN)
- 26 października 1993 – 31 października 1997 – dr hab. Bogusław Liberadzki (SLD)
- 31 października 1997 – 8 grudnia 1998 – Eugeniusz Morawski (Unia Wolności)
- 1998–2000 – dr inż. Tadeusz Syryjczyk (Unia Wolności)
- 12 czerwca 2000 – 12 października 2001 – Jerzy Widzyk (AWS)

Minister Infrastruktury:
- 19 października 2001 – 2 maja 2004 – Marek Pol (Unia Pracy)
- 2 maja 2004 – 31 października 2005 – dr Krzysztof Opawski

Minister Transportu i Budownictwa:
- 31 października 2005 – 5 maja 2006 – Jerzy Polaczek (PiS)

Minister Transportu:
- 5 maja 2006 – 7 września 2007 – Jerzy Polaczek (PiS)
- 7 września 2007 – 12 września 2007 – wakat na urzędzie, obowiązki ministra pełnił Prezes Rady Ministrów Jarosław Kaczyński (PiS)[36]
- 12 września 2007 – 16 listopada 2007[37] – Jerzy Polaczek (PiS)

Minister Infrastruktury:
- 16 listopada 2007 – 7 listopada 2011 – Cezary Grabarczyk (PO)
- 7 listopada 2011 – 18 listopada 2011 – wakat na urzędzie, obowiązki ministra pełnił Prezes Rady Ministrów Donald Tusk (PO)[36]

Minister Transportu, Budownictwa i Gospodarki Morskiej:
- 18 listopada 2011 – 27 listopada 2013 – Sławomir Nowak (PO)

Minister Infrastruktury i Rozwoju:
- 27 listopada 2013 – 22 września 2014 – Elżbieta Bieńkowska (PO)
- 22 września 2014 – 16 listopada 2015 – Maria Wasiak

Minister Infrastruktury i Budownictwa:
- 16 listopada 2015 – 22 stycznia 2018 – Andrzej Adamczyk (PiS)

Minister Infrastruktury:
- 22 stycznia 2018 – 27 listopada 2023 – Andrzej Adamczyk (PiS)
- 27 listopada 2023 – 13 grudnia 2023 - Alvin Gajadhur
- od 13 grudnia 2023 - Dariusz Klimczak (PSL)

## Siedziby

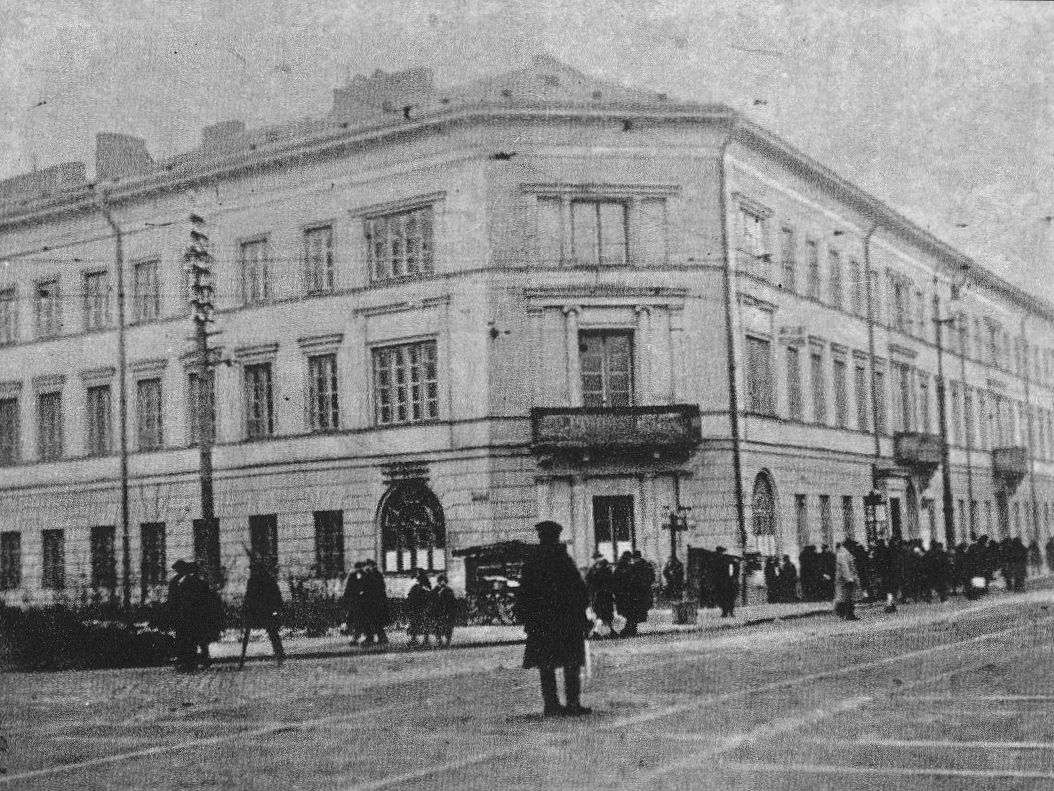
Pierwsza siedziba Ministerstwa Komunikacji przy ul. Nowy Świat 14

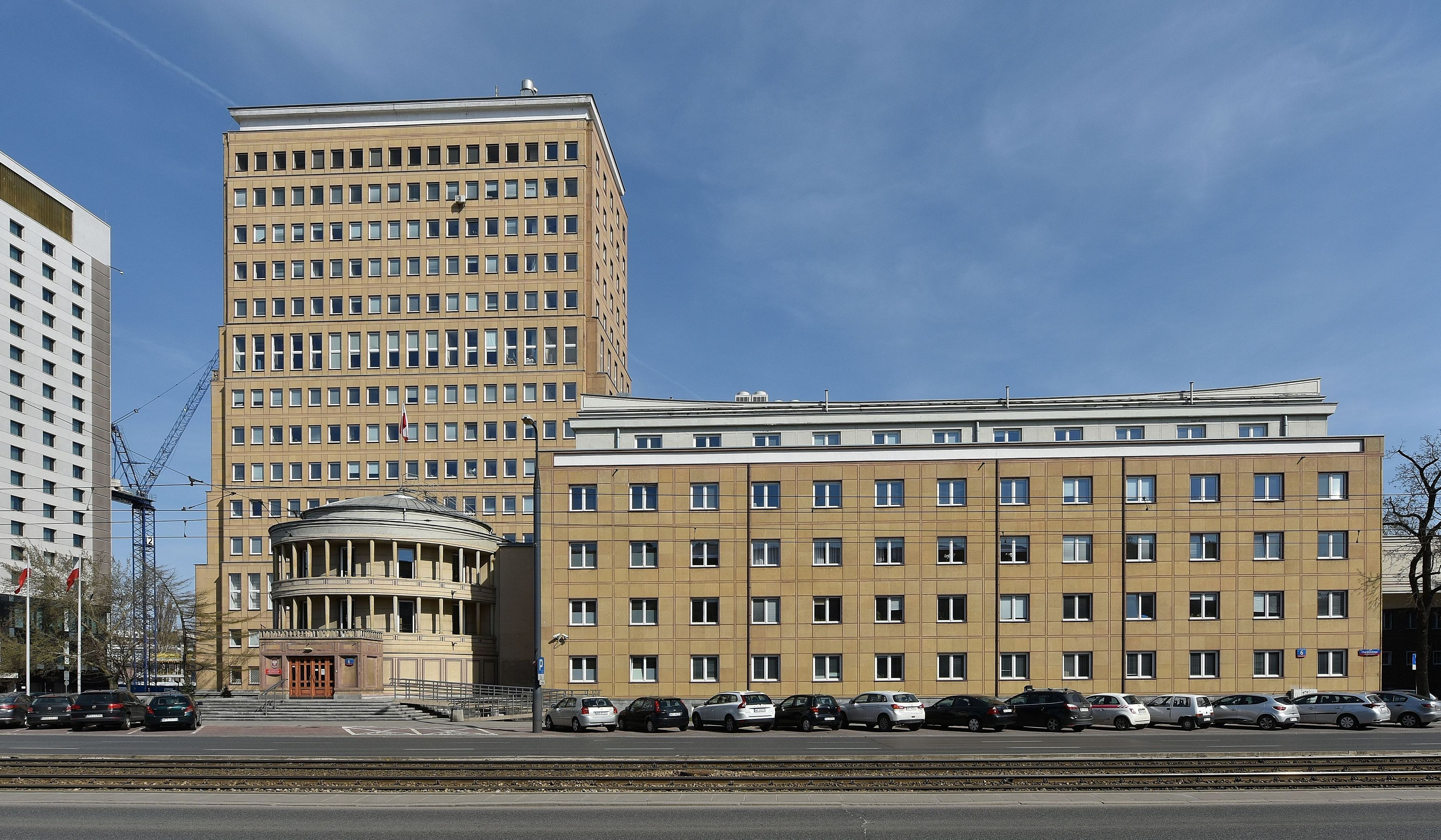
Nowe budynki przy ul. Chałubińskiego 4/6 zaprojektowane przez Bohdana Pniewskiego

W latach 1918–1931 siedzibą resortu komunikacji był wybudowany w 1827 budynek mieszczący się na rogu ul. Nowy Świat 14 i al. 3 Maja (obecnie Al. Jerozolimskie), w którym wcześniej – po powstaniu listopadowym – zlokalizowana była Izba Obrachunkowa, a następnie w okresie I wojny światowej (1915–1918) niemiecka Kolej Przewozów Wojskowych, Dyrekcja Generalna Warszawa (Militäreisenbahn – Generaldirektion Warschau). W latach 1947–1951 w tym miejscu powstała siedziba KC PZPR, nazywana też Domem Partii lub Białym Domem, obecnie Centrum Bankowo-Finansowe.
W 1932 w większości, w dotychczasowym miejscu pozostało do 1939 szereg komórek organizacyjnych resortu, przeniesiono się do wybudowanego w latach 1929–1931 dla Ministerstwa Robót Publicznych gmachu według projektu Rudolfa Świerczyńskiego przy ul. Chałubińskiego 4/6.
Resort zmieniając niejednokrotnie swoją nazwę i kompetencje mieści się w nim do dziś, z przerwą na okres II wojny światowej, w którym budynek stanowił jedno z centrum zarządzania okupacyjnej Dyrekcji Kolei Wschodnich (Ostbahn-Betriebsdirektion) (1939–1940), a następnie Dyrekcji Rejonowej Kolei Wschodnich (Ostbahn-Bezirksdirektion) (1940–1945).
W latach 1948–1950 kompleks gmachów znacznie rozbudowano według projektu Bohdana Pniewskiego. Część wysokościową można uznać za pierwszy wieżowiec wybudowany w Warszawie, jak i prawdopodobnie w całym kraju po II wojnie światowej. W latach 1951–1956 na trzynastym piętrze budynku było zainstalowanych 12 nadajników zagłuszających wybrane rozgłośnie na falach krótkich. W okresie 1945–2000 z tego budynku zarządzano też Polskimi Kolejami Państwowymi.